# إميل نيلسن
إميل نيلسن (بالدنماركية: Lasse Emil Nielsen) (8 نوفمبر 1993 بالدنمارك - ) هو لاعب كرة قدم دانمركي في مركز الهجوم. شارك مع منتخب الدنمارك تحت 19 سنة لكرة القدم. أما مع النوادي، فقد لعب مع آرهوس جمناستيك فورينينغ ونادي روسنبورغ وFC Roskilde ‏.

## وصلات خارجية
- إميل نيلسن على موقع اتحاد النرويج (النرويجية)
- إميل نيلسن على موقع قاعدة بيانات كرة القدم.إي يو (الإنجليزية)
- إميل نيلسن على موقع Soccerway.com (الإنجليزية)
- إميل نيلسن على موقع عالم كرة القدم.نت (الإنجليزية)